# Jedlicze

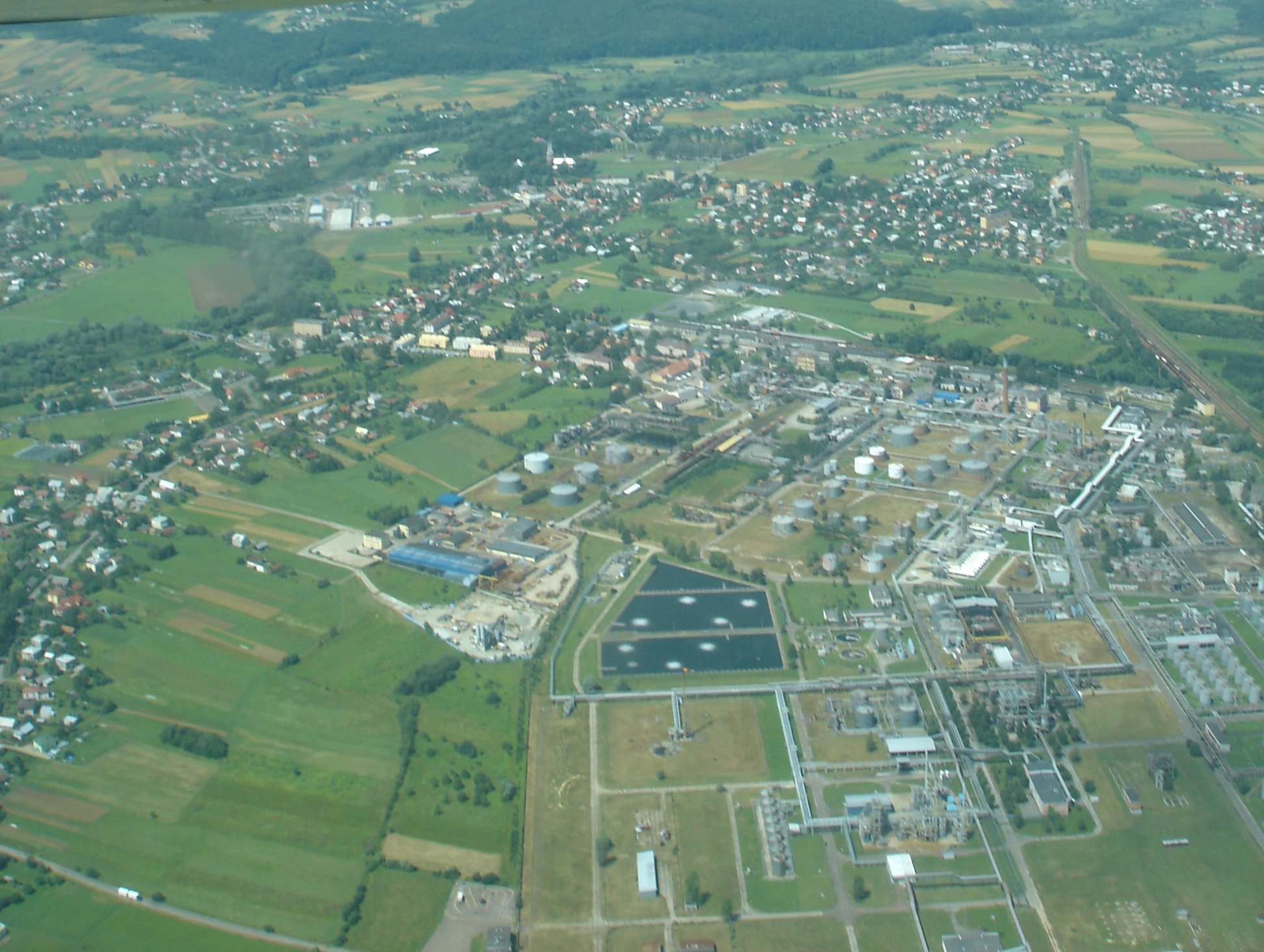
Luftaufnahme von Jedlicze

Jedlicze [jɛdˈlʲit͡ʂɛ] ist eine Stadt in der Woiwodschaft Karpatenvorland in Polen. Sie ist Sitz der gleichnamigen Stadt-und-Land-Gemeinde mit etwa 15.500 Einwohnern.

## Geographie
Jedlicze liegt im Südosten Polens, etwa 35 Kilometer nördlich der Grenze zur Slowakei und 80 Kilometer westlich der ukrainischen Grenze.

## Geschichte
Die erste Erwähnung des heutigen Jedlicze stammt aus dem Jahr 1410. Stadtrecht wurde der Siedlung 1768 von Stanislaus II. August Poniatowski gewährt. Bei der Ersten Teilung Polens kam die Stadt an Österreich.
1884 erfolgte der Anschluss an das Schienennetz und zum Ende des 19. Jahrhunderts wurde eine Erdölraffinerie errichtet.
Nach dem Ersten Weltkrieg wurde die Stadt Teil des wiederentstandenen Polens. 1925 lebten etwa 800 Menschen in Jedlicze.
Am 8. September 1939 wurde die Stadt von der Wehrmacht besetzt. Die Besetzung dauerte bis zum Einmarsch der Roten Armee im Januar 1945. Anschließend wurde der Ort wieder Teil Polens.

### Städtepartnerschaften
Die Gemeinde hat seit dem 26. Juni 1999 eine Partnerschaft mit Mallersdorf-Pfaffenberg in Bayern.

## Gemeinde
Zur Stadt-und-Land-Gemeinde (gmina miejsko-wiejska) gehören neben der Stadt Jedlicze zehn Dörfer mit einem Schulzenamt.

## Verkehr
Nördlich der Stadt verläuft die Landesstraße 28, welche im Osten durch das nur wenige Kilometer entfernte Krosno und im Westen nach etwa zehn Kilometern durch Jasło führt.
Jedlicze verfügt über eine Bahnstation, auf der unter anderem Direktverbindungen nach Sanok sowie Jasło angeboten werden.
Der nächste internationale Flughafen ist der etwa 50 Kilometer nördlich gelegene Flughafen Rzeszów-Jasionka.

## Söhne und Töchter der Stadt
- Sławomir Peszko (* 1985), polnischer Fußballspieler